# Stützen der Gesellschaft
Stützen der Gesellschaft is een Duitse dramafilm uit 1935 onder regie van Detlef Sierck. Het scenario is gebaseerd op het toneelstuk Steunpilaren der maatschappij (1877) van de Noorse auteur Henrik Ibsen. Destijds werd de film uitgebracht onder de titel De levensleugen van consul Bernick.

## Verhaal
De  Noorse consul Karsten Bernick heeft al zijn tijd gestoken in de bouw van een scheepswerf. Daardoor is er een conflict ontstaan met de plaatselijke vissersbevolking. Op een dag komt zijn zwager Johann Tonessen onverwacht terug uit Amerika. Toen Johann wegging, deed het gerucht de ronde dat hij geld zou hebben gestolen van zijn toenmalige werkgever. Intussen is hij lid geworden van een rondtrekkend circus. Als Johann ontdekt dat de consul die roddel over hem nooit heeft ontkracht, dreigt hij ermee om een familiegeheim te grabbel te gooien.

## Rolverdeling
| Acteur              | Personage              |
| ------------------- | ---------------------- |
| Heinrich George     | Consul Karsten Bernick |
| Maria Krahn         | Betty Bernick          |
| Horst Teetzmann     | Olaf Bernick           |
| Albrecht Schoenhals | Johann Tonnessen       |
| Suse Graf           | Dina Dorf              |
| Oskar Sima          | Krapp                  |
| Karl Dannemann      | Aune                   |
| Hansjoachim Büttner | Hammer                 |
| Walther Süssenguth  | Urbini                 |
| Franz Weber         | Vigeland               |
| Paul Beckers        | Hansen                 |
| S.O. Schoening      | Sandstadt              |
| Toni Tetzlaff       | Mevrouw Sandstadt      |
| Maria Hofen         | Mevrouw Vigeland       |
| Gerti Ober          | Thora Sandstadt        |